# Матвейс Кадекс
Матвейс Кадекс (також Матвій Георгійович Кадек, 6 лютого 1897, Курляндська губернія — 11 листопада 1950, Рига) — латвійський радянський географ, академік АН Латвійської СРСР (1946).

## Біографія
Народився в сім'ї робітника. Член РСДРП(б) з 1913 року. У тому ж році вступив до вчительської семінарії в Гольдингені, закінчив її в 1917 році в евакуації в Чистополі. Працював вчителем школи металістів заводу «ПЛО» в Костромі, з липня 1918 року — завідувач шкільного відділу Ярославського міського та повітового відділу народної освіти, з грудня того ж року — редактор латиської газети «Комуніст» і член Північного обласного бюро Латиської секції РКП(б). Навесні 1919 року працює в наркоматі промисловості Радянської Латвії в Ризі, з червня знову в Ярославському губернському відділі народної освіти, восени призваний в Червону армію, служить в Україні у 2-й особливій армії, з лютого 1921 року завідує політико-просвітницьким відділом Воронезького губернського відділу народної освіти.
Після демобілізації в тому ж році вступив на біолого-географічне відділення педагогічного факультету Ярославського університету і, закінчивши його в 1924 році, став завідувачем кафедри економічної географії реорганізованого Ярославського педагогічного інституту. У 1929 році призначений ректором і завідувачем кафедри географії Тверського педагогічного інституту.
З 1931 року — професор ґрунтово-географічного факультету та проректор з навчально-наукової частини Московського університету (в травні — листопаді 1934 року виконував обов'язки директора). З 1940 року — доктор географічних наук (тема дисертації: «Університетська географія в Росії: з петровських часів до буржуазних реформ 1860-х рр.»). У 1941 році евакуйований в Ташкент. У 1944–1949 роках — ректор Латвійського університету. З 1947 року — віцепрезидент АН Латвійської РСР.

## Основні праці
- Очерки по экономике Ярославского края в связи с экономической географией СССР и Центрально-промышленной области. Ярославль, 1925
- Сельское хозяйство Ярославской губернии в начале XX века // Труды Ярославского педагогического института. Том 1, вып. 2. Ярославль, 1926
- Даниловский уезд Ярославской губернии. Географо-экономический очерк. Ярославль, 1927
- Материалы по картографии Ярославского края. Ярославль, 1929
- К вопросу о задачах экономической географии. Тверь, 1930
- А. А. Борзов и история географической науки // Учёные записки МГУ. Том 119, кн. 2. Москва, 1946
- Труды М. В. Ломоносова в области географии // Роль русской науки в развитии мировой науки и культуры. Том 2, кн. 2. Москва, 1946